# Race Torquay
A Race Torquay (oficialmente: Towards Zero Race Torquay) é uma corrida de um dia profissional de ciclismo de estrada que se disputa em Torquay (Victoria, Austrália) desde o ano de 2020. A prova serve como antessala da Cadel Evans Great Ocean Road Race que se disputa no seguinte domingo.
Desde sua criação, a corrida faz parte do UCI Oceania Tour dentro da categoria 1.1.
A primeira edição foi vencida pelo irlandês Sam Bennett.

## Palmarés
| Ano  | Vencedor             | Segundo         | Terceiro            |
| ---- | -------------------- | --------------- | ------------------- |
| 2020 | Sam Bennett          | Giacomo Nizzolo | Alberto Dainese     |
| 2024 | Biniam Girmay        | Elia Viviani    | Corbin Strong       |
| 2025 | Tobias Lund Andresen | Sam Welsford    | Tim Torn Teutenberg |

## Palmarés por países
| País    | Vitórias |
| ------- | -------- |
| Irlanda | 1        |